# Reginald Warneford
Reginald Alexander John Warneford (Darjeeling, 15 ottobre 1891 – Buc, 17 giugno 1915) è stato un militare e aviatore britannico, decorato con la Victoria Cross durante la prima guerra mondiale.

## Biografia

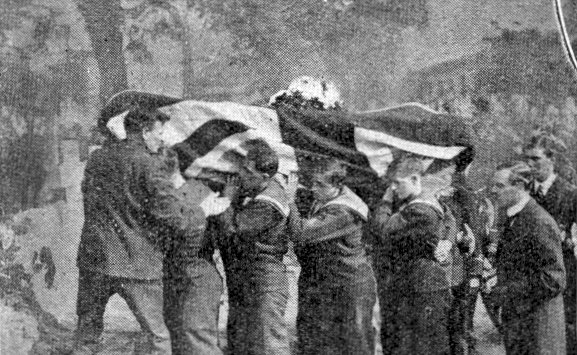
I funerali di Reginald Warneford.

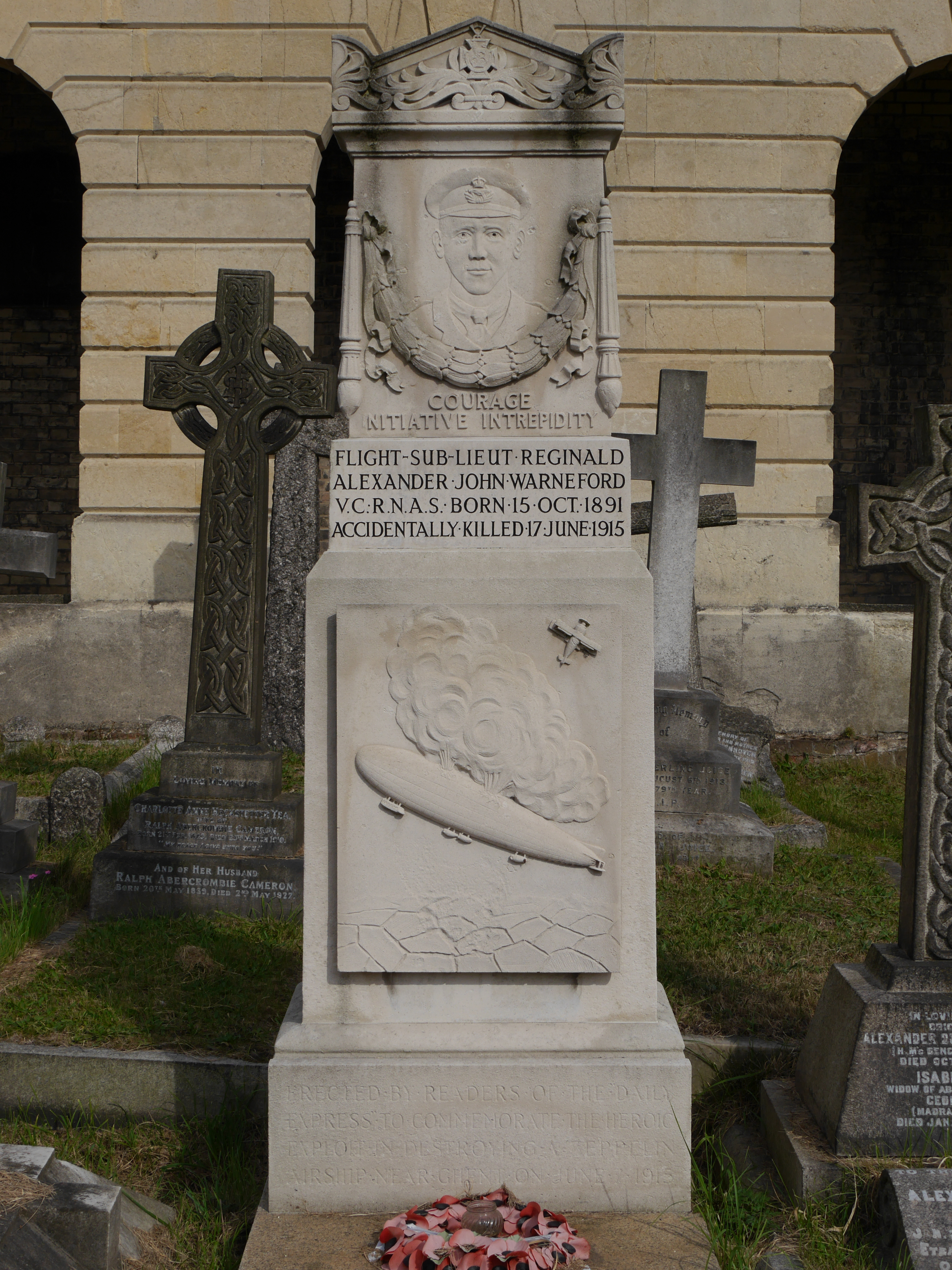
Il monumento funebre di Reginald Warneford nel Brompton Cemetery, Londra.

Nacque a Darjeeling, in India, il 15 ottobre 1981, figlio di Reginald William Henry, un ingegnere delle ferrovie indiane. e di Alexandra Campbell.  Fu portato in Inghilterra da bambino e dal 1901 studiò presso la King Edward VI School di Stratford-upon-Avon. Dopo l'apprendistato nella Marina mercantile, fu assunto presso la British-India Steam Navigation Company, dove rimase per otto anni prima di trasferirsi alla Peninsular and Oriental Steam Navigation Company. 
Allo scoppio della prima guerra mondiale, lasciò la sua ultima nave, la Mina Brea a Talcahuano, e tornò in Inghilterra su un'altra nave entro la metà di dicembre 1914 per arruolarsi nella Royal Navy.  Sbarcato a Liverpool e celebrò il Natale a Ealing e poi tentò di entrare nel servizio sottomarino tramite il Royal Naval College di Dartmouth, ma non essendoci riuscito si arruolò volontario nel British Army in forza al 24th (Service) Battalion (2nd Sportsman's), Royal Fusiliers (City of London Regiment). Nel giro di un mese fu trasferito, dietro sua domanda, al Royal Naval Air Service per l'addestramento come pilota.
L'addestramento iniziale ebbe luogo a Hendon a partire dal 10 febbraio dove completò il suo addestramento da pilota ottenendo il suo brevetto dal Royal Aero Club il 25 febbraio dello stesso mese. Durante il corso di addestramento, il comandante delle stazioni aeronavali Robert Marsland Groves disse di lui: Questo giovane farà grandi cose o si ucciderà. L'istruttore di volo di Warneford all'epoca, Warren Merriam, notò le sue abilità come pilota ma dovette prendere accordi speciali per garantire che la presunta eccessiva sicurezza di Warneford non gli impedisse di ottenere il brevetto di ufficiale. Merriam colse l'occasione mentre il comandante Groves era in visita a Hendon per chiedergli di dimostrare le sue abilità di volo.  L'impressione favorevole di Merriam superò le opinioni del comandante Groves che credeva che egli non sarebbe mai diventato un ufficiale a causa della sua mancanza di disciplina.
Trasferito a Upavon, nel Wiltshire, venne poi assegnato al No. 2 Squadron RNAS Eastchurch di stanza sull'isola di Sheppey nel Kent, ma fu rapidamente (il 7 maggio 1915) assegnato a un'unità operativa con il No. 1 Squadron RNAS at St. Pol. L'Ammiragliato incaricò lo Squadrone di effettuare pattugliamenti, bombardare basi sottomarine, scali ferroviari e concentrazioni di truppe e impedire agli Zeppelin e agli aerei di operare dalle basi in Belgio per incursioni sull'Inghilterra. Nel corso della sua prima sortita operativa su un Voisin quasi finì il carburante cercando di inseguire un velivolo nemico fino alla sua base, spesso volando all'altezza della cima degli alberi, e sparandogli con un fucile.
La sua aggressività e il suo coraggio gli fecero ottenere un suo aereo, un Morane-Saulnier Type L con l'ordine provvisorio di attaccare gli aerei da osservazione tedeschi. Il 17 maggio 1915, mentre volava su un Nieuport 10 insieme a Scott Grey,  incontrò un dirigibile Zeppelin equipaggiato dal Deutsches Heer, lo LZ 39, che stava partendo per un raid sul Regno Unito. Attaccò il dirigibile colpendolo con il fuoco della mitragliatrice, ma lo LZ 39 fu in grado di salire di quota sganciando la zavorra ed andando fuori dalla sua portata.
Il 7 giugno 1915 a Gand, in Belgio, volando a bordo di un Morane-Saulnier Type L (No. 3253), attaccò un altro dirigibile dell'esercito tedesco, lo  LZ 37. Inseguendolo dalla costa vicino a Ostenda e, nonostante il fuoco difensivo delle mitragliatrici, riuscì a sganciare le sue sei bombe 6 bombe Hales da 9 kg su di esso, l'ultima delle quali incendiò l'aeronave. Successivamente il dirigibile si schiantò contro un convento-scuola a Sint-Amandsberg (51°3′43.2″N, 3°44′54.7″E), Gand, uccidendo due suore, il comandante dell'aeronave, l'Oberleutnant Otto van der Haegen, e sette membri dell'equipaggio. 
L'esplosione dell'aeronave rovesciò il suo aereo e ruppe il tubo della benzina fermando così il motore, e costringendolo ad atterrare dietro le linee nemiche. Dopo 35 minuti spesi in riparazioni, riuscì a riavviare il motore proprio mentre i tedeschi si rendevano conto di cosa stava succedendo e, dopo aver urlato "Portate i miei saluti al Kaiser!", fu in grado di decollare e di tornare alla base. L'8 giugno giunse a St. Pol un telegramma di re Giorgio VI che gli annunciava personalmente di averlo insignito della Victoria Cross.
Il 17 giugno 1915 fu insignito della Croce di Cavaliere della Legion d'onore e della Croix de guerre consegnatigli dal comandante in capo dell'esercito francese, generale Joseph Joffre. Dopo un pranzo celebrativo si recò all'aeroporto di Buc per traghettare un aereo da consegnare alla RNAS di Veurne, un Henry Farman MF.7. Dopo aver effettuato un breve volo di prova, decollò nuovamente con a bordo il giornalista americano, Henry Beach Needham. Durante una salita a 2.000 piedi, l'aereo entrò in vite, e ali di destra collassarono, causando il cedimento catastrofico della cellula a 700 metri d'altezza con il velivolo che si capovolse. I resoconti dell'epoca suggeriscono che nessuno dei due occupanti era legato con le cinture di sicurezza ed entrambi furono sbalzati fuori dall'aereo, riportando ferite mortali. Per Needham, la morte fu istantanea, mentre lui morì per le ferite durante il tragitto verso l'ospedale. Riportato in Inghilterra il suo corpo fu sepolto al cimitero di Brompton, Londra il 21 giugno 1915, in una cerimonia a cui parteciparono 50.000 persone in lutto. La sua tomba si trova di fronte al colonnato orientale.
La sua Victoria Cross e altre medaglie sono esposte al Fleet Air Arm Museum di Yeovilton, Somerset, Inghilterra. Howard Ellis Carr lo onorò nel movimento finale della sua suite Three Heroes, che include una rappresentazione musicale di un raid aereo di Zeppelin. La suite divenne popolare dopo la guerra e fu eseguita abbastanza regolarmente, anche a Hastings nel 1921 e ai The Proms nel 1918, 1920 e 1924.

### Annotazioni
1. ↑  In India Warneford non ricevette ricevuto alcuna istruzione convenzionale. Suo padre era un capo ingegnere che stava estendendo il sistema ferroviario in tutto il subcontinente e gli insegnò la legge della giungla; a leggere la luna e le stelle nei cieli notturni indiani; a essere in grado di studiare le formazioni delle nuvole. Il ragazzo viaggiava sui poggiapiedi delle locomotive di servizio, cavalcava gli elefanti da lavoro e cacciava le tigri. Quando suo padre e sua madre si separarono lui e i suoi beni sono stati spediti con il piroscafo della Peninsular and Oriental Steam Navigation Company in Gran Bretagna dove il bambino andò a vivere con suo nonno, il reverendo Thomas Warneford, a Satley Rectory nelle brughiere  della contea di Durham per iniziare la sua istruzione formale.

### Fonti
1. 1 2 3 4 5 6 7 8 9 10 11 12 13 14 15 16 17 18 19 20 21 22  King Edward VI School.
2. 1 2 3 4 5 6 7 8 9 10 11 12  Victoria Cross Online.
3. 1 2 3 4 5  Hertsatwar.
4. 1 2  O'Connor 2006, p.26.
5. ↑  Hangarflying.
6. ↑  (EN) The London Gazette (PDF), n. 29189, 11 June 1915.
7. ↑  (EN) Martin Gilbert, The Entente in danger, in The First World War: a Complete History, Newburyport, Rosetta Books, 2014, ISBN 978-0-7953-3723-9.
8. ↑  O'Connor 2006, p.31.
9. ↑  CWGC.
10. ↑  The Musical Times, Vol. 62, No. 937 (March 1921), p. 169